# Marxismo estrutural
Marxismo estrutural ou marxismo estruturalista é uma vertente do neomarxismo desenvolvida nos anos 1960, principalmente na obra filosófica de Louis Althusser e Étienne Balibar, no trabalho teórico sobre o Estado, de Nicos Poulantzas, e no trabalho antropológico-econômico de Maurice Godelier. Trata-se de uma abordagem da filosofia marxista com base no estruturalismo. 
Foi influente na França, durante a década de 1960 e 1970, e também veio a influenciar filósofos, teóricos políticos e sociólogos de outros países. 

## Visão geral
O marxismo estrutural surgiu em oposição ao marxismo humanista que dominou muitas universidades ocidentais durante a década de 1970. Em contraste com o marxismo humanista, Althusser salientou que o marxismo era uma ciência que examinava estruturas objectivas. Segundo ele, o marxismo  humanista histórico e fenomenológico, baseado nos primeiros trabalhos de Marx, teria sido capturado por uma "ideologia humanista pré-científica".
Por volta de meados da década de 1970 e ao longo da década de 1980, os teóricos marxistas começaram a desenvolver relatos marxistas estruturalistas sobre o estado, a lei e o crime. O marxismo estruturalista contesta a visão instrumentalista de que o Estado pode ser visto como o servidor direto da classe capitalista ou dominante. Enquanto a posição instrumentalista argumenta que as instituições do Estado estão sob o controle direto daqueles membros da classe capitalista em posições de poder estatal, a perspectiva estruturalista assume a posição de que as instituições do Estado devem funcionar de modo a assegurar viabilidade contínua do capitalismo em geral. Outra maneira que os marxistas colocam é que as instituições do Estado devem funcionar de modo a reproduzir a sociedade capitalista como um todo. O debate Miliband-Poulantzas entre o instrumentista Ralph Miliband e o estruturalista Nicos Poulantzas caracterizou o debate entre marxistas estruturais e instrumentais.
Os estruturalistas vêem o estado em um modo de produção capitalista como tendo uma forma especificamente capitalista, não porque indivíduos particulares estejam em posições poderosas, mas porque o Estado reproduz a lógica da estrutura capitalista em suas instituições econômicas, legais e políticas. Assim, a partir de uma perspectiva estruturalista, pode-se argumentar que as instituições do Estado (incluindo suas instituições jurídicas) funcionam nos interesses de longo prazo do capital e do capitalismo, e não nos interesses de curto prazo dos membros da classe capitalista. Os estruturalistas argumentariam, assim, que o Estado e suas instituições têm um certo grau de independência em relação às elites específicas da classe dominante ou capitalista.

## Interesses de classe de longo e curto prazo
O marxismo estrutural postula que o estado funciona para servir aos interesses de longo prazo da classe capitalista. Com base nas obras de Engels e Lenin, os marxistas estruturais postulam a ideia de que o Estado é um mecanismo de regulação do conflito de classes, a tensão irreconciliável entre o proletariado e a burguesia. Ao regulamentar esses antagonismos em vez de eliminá-los - o que Lenin julgava impossível sem uma revolução violenta - o Estado serve para estabilizar o sistema capitalista como um todo e preservar sua existência.
Estruturalistas diferenciam entre os interesses de longo prazo e de curto prazo da classe capitalista, a fim de descrever a necessidade do Estado para o sistema capitalista. Os interesses de curto prazo da burguesia incluem políticas que afetam a acumulação de capital no futuro imediato, como isenções fiscais, salários mínimos reduzidos, subsídios do governo etc. Eles sustentam que quando o Estado não está beneficiando os interesses de curto prazo da classe burguesa, está agindo em nome de seus interesses futuros. Consequentemente, quando o Estado parece atuar em favor do proletariado e não da burguesia (elevando salários mínimos, aumentando os direitos dos sindicatos de trabalhadores etc.), está servindo aos interesses capitalistas atendendo às demandas dos trabalhadores apenas o suficiente para evitar uma insurreição que poderia ameaçar o sistema como um todo. Como os interesses do proletariado e das classes capitalistas são contrários, o Estado é necessário para regular o sistema capitalista e assegurar sua preservação, forçando os capitalistas a concordar com as exigências dos trabalhadores, os quais, de outra forma, não sucumbiriam.

## Críticas
Em um artigo de 1971 para o Socialist Register, o filósofo polonês Leszek Kołakowski empreendeu uma crítica detalhada do marxismo estrutural, argumentando que o conceito tinha falhas graves em três pontos principais:
Argumentarei que toda a teoria de Althusser é composta dos seguintes elementos: 1. banalidades do senso comum expressas com a ajuda de neologismos desnecessariamente complicados; 2. conceitos marxistas tradicionais que são vagos e ambíguos no próprio Marx (ou em Engels) os quais ainda permanecem, após a explicação de Althusser, exatamente tão vagos e ambíguos como eram antes; 3. algumas inexatidões históricas impressionantes.

Kołakowski argumentou ainda que, apesar das alegações de rigor científico de Althusser, o marxismo estrutural era infalsificável e, portanto, não científico, e era mais bem entendido como uma ideologia quase religiosa. Em 1980, o sociólogo Axel van den Berg descreveu a crítica de Kołakowski como "devastadora", provando que "Althusser retém a retórica ortodoxa radical simplesmente cortando todas as conexões com fatos verificáveis".
Argumentos semelhantes têm sido feitos em relação às teorias estruturais da natureza capitalista do Estado. Claus Offe afirmou que o caráter de classe do estado só poderia ser observado em uma perspectiva ex post. Em outras palavras, o caráter de classe do estado só pode ser visto depois que as políticas são postas em prática e o resultado é observado. Por causa disso, ele critica as teorias estruturais que tentam provar o caráter capitalista do Estado, alegando que o fazem de forma infundada: porque os resultados das políticas do Estado são empiricamente capitalistas, isso não faz do Estado um empreendimento capitalista em sua natureza.:45–46